# Grandecourt
Grandecourt é uma comuna francesa na região administrativa de Borgonha-Franco-Condado, no departamento de Alto Sona. Estende-se por uma área de 3,39 km². Em 2010 a comuna tinha 48 habitantes (densidade: 14,2 hab./km²).